# Padasuka (Baros)
Padasuka is een bestuurslaag in het regentschap Serang van de provincie Banten, Indonesië. Padasuka telt 2725 inwoners (volkstelling 2010).